# 20 Centimètres
Pour plus de détails, voir Fiche technique et Distribution.
20 Centimètres (titre original : 20 centímetros) est un film espagnol réalisé par Ramón Salazar, sorti en 2005.

## Synopsis
Marieta, une femme trans, rêve d'effectuer une chirurgie de réattribution sexuelle pour se débarrasser de ses « 20 centimètres » qui la gênent tant. Mais le beau Raúl, dont elle tombe amoureuse, aime surtout Marieta pour les centimètres en question.
Le film alterne des scènes chantées et rêvées par Marieta.

## Distribution
- Mónica Cervera : Marieta
- Pablo Puyol : Raúl
- Miguel O'Dogherty : Tomás
- Concha Galán : Berta
- Macarena Gómez : Rebeca
- Lola Dueñas : la sœur de Rebeca
- Pilar Bardem : Candelaria
- Juan Sanz : Gustavo
- Rossy de Palma : Ice Box
- Najwa Nimri : Bunny

## Distinctions
- Biznaga d'argent : Prix de la critique et prix du meilleur maquillage au Festival du Film espagnol de Malaga en 2005.
- Deuxième place au prix du Jeune public pour Ramón Salazar au Festival international du film de Locarno en 2005.